# Michael Dowd
Michael Dowd (ur. 19 listopada 1958, zm. 7 października 2023) – amerykański przedstawiciel progresywnego chrześcijaństwa, autor książek oraz eko-teolog znany jako zwolennik teorii Wielkiego Wybuchu, religijnego naturalizmu, szans na przetrwanie i aktywizmu klimatycznego uznający pogląd, iż opowieści zawarte w świętych księgach stanowią mityczne opisy kosmologicznej, biologicznej oraz społeczno-kulturowej ewolucji.
Jest autorem książki Thank God for Evolution (2008), która stanowi zbiór poglądów Dowda. Dzieło doczekało się uznania i poparcia ze strony naukowych laureatów Nagrody Nobla.